# HD 53501
HD 53501，又名CP-67 686，SAO 249704、HR 2662，是一颗恒星，视星等为5.17，位于銀經278.61，銀緯-24.22，其B1900.0坐标为赤經7h 0m 0.8s，赤緯-67° -24.22′ 44″。